# Сорокин, Владимир Алексеевич
Соро́кин Влади́мир Алексе́евич (род. 31 марта 1958, Опытный, Цивильский район, Чувашская АССР) — советский и российский инженер-баллистик, организатор производства. Лауреат Премии Правительства Российской Федерации в области науки и техники (2009).
Доктор технических наук, профессор, действительный член (академик) Российской академии ракетных и артиллерийских наук (2024), полковник запаса, государственный советник Российской Федерации 2-го класса.
Генеральный директор АО «Машиностроительное конструкторское бюро «Искра» имени Ивана Ивановича Картукова» (с 2007), заведующий кафедрой № 608 «Проектирование аэрогидрокосмических систем» Московского авиационного института.

## Биография

### Происхождение
Родился 31 марта 1958 года в посёлке Опытный Цивильского района Чувашской АССР.
С отличием окончил восемь классов Цивильской средней школы №2.
С 1973 по 1975 годы учился в Казанском суворовском военном училище. В 1980 году с отличием окончил Военную орденов Ленина, Октябрьской Революции и Суворова, академию имени Ф. Э. Дзержинского по специальности «Баллистика и теория полёта», присвоена квалификация — военного инженера–баллистика.

### Профессиональная карьера
С 1980 по 1989 годы проходил военную службу в научно-исследовательском институте Министерства обороны СССР в должности младшего, старшего научного сотрудника, начальника лаборатории. В 1987 году защитил кандидатскую диссертацию, а в 1989 году получил ученое звание – старший научный сотрудник. С 1990 по 1993 годы преподавал в Военной академии имени Ф.Э. Дзержинского.
С 1993 по 1997 годы — директор МП научно-производственная коммерческая фирма «МЕВС».
С 1997 по 1998 годы — экономический советник Постоянного Представительства Чувашской Республики при Президенте Российской Федерации, заместитель Постоянного Представителя Чувашской Республики по экономическим вопросам при Президенте Российской Федерации.
С августа 1998 года по март 2004 года работал ведущим, главным специалистом, заместителем начальника отдела, начальником отдела приватизации и контроля за деятельностью и управлением пакетами акций акционерных обществ военно-промышленного комплекса Департамента государственного имущества военно-промышленного комплекса и военного имущества Мингосимущества России.
В период государственной службы являлся представителем государства в советах директоров более чем в 50 акционерных обществах военно-промышленного комплекса.
При непосредственном участии Сорокина были созданы крупнейшие холдинговые компании оборонно–промышленного комплекса (ОПК) России: ОАО «Корпорация «Тактическое ракетное вооружение»,  ОАО «Концерн ПВО «Алмаз–Антей», ОАО «Авиационная холдинговая компания «Сухой»,  ОАО «Корпорация «Аэрокосмическое оборудование», ОАО «Росэлектроника» и ряд других.
В июне 2004 года избирался председателем Совета директоров ОАО «Элара». С апреля 2007 года — генеральный директор ОАО «Машиностроительное конструкторское бюро» «Искра» имени Ивана Ивановича Картукова», входящего в состав интегрированной структуры ОАО «Корпорация «Тактическое ракетное вооружение».
С 2012 года (по совместительству) является заведующим кафедрой № 608 «Проектирование аэрогидрокосмических систем» Московского авиационного института, участвует в подготовке специалистов для предприятия и в целом для ОПК. Является научным руководителем семи соискателей ученой степени кандидата технических наук. Сорокин В. А. имеет более 100 опубликованных научных трудов. Ученая степень — доктор технических наук; ученое звание — профессор.

## Семья
Женат, имеет сына.

## Участие в профессиональных сообществах
- Действительный член (академик) Российской академии ракетных и артиллерийских наук,
- Действительный член (академик) Российской академии космонавтики имени К. Э. Циолковского.

## Награды

### Государственные и правительственные награды
- Орден Александра Невского (6 сентября 2020) — за большой вклад в разработку и создание новой специальной техники, укрепление обороноспособности страны и многолетнюю добросовестную работу[4];
- Орден Почёта (2014);
- Медаль ордена «За заслуги перед Отечеством» II степени (2009).
- Премия Правительства Российской Федерации в области науки и техники (2009);
- Почётная грамота Президента Российской Федерации (2018).

### Ведомственные и юбилейные награды
- Медаль «За безупречную службу» III степени (1986)
- Юбилейная медаль «70 лет Вооружённых Сил СССР» (1988);
- Медаль «За безупречную службу» II степени (1991)
- Медаль «В память 850-летия Москвы» (1997);
- Медаль «Трудовая доблесть» (Минпромторг РФ)[5];
- Знак «Почётный радист» (2001, Министерство Российской Федерации по связи и информатизации);
- Звание «Почётный авиастроитель» (2004);
- Знак Королёва (2010, 2011);
- Почётная грамота Минпромторга России (2012);
- Звание «Почётный машиностроитель» (2013);

### Региональные и муниципальные награды
- Почётное звание «Почётный гражданин Чувашской Республики» (16 июня 2023) — за выдающиеся заслуги перед Чувашской Республикой и активную благотворительную деятельность;
- Орден «За заслуги перед Чувашской Республикой» (27 марта 2018)[6];
- Знак Губернатора Московской области «Благодарю» (2012);
- Звание «Почётный гражданин городского округа Химки» (4 августа 2021)[7];
- Знак Главы городского округа Химки «За заслуги перед городским округом Химки» (2013);
- Благодарность мэра Москвы.

### Общественные и корпоративные награды
- Орден Циолковского К.Э. (Федерация космонавтики России);
- Орден Королёва С.П. (Федерация космонавтики России);
- Медаль «За доблестный труд» (Союз машиностроителей России, 2012);
- Медаль «100 лет со дня рождения И. И. Торопова» (2006);
- Премия имени Б. П. Жукова (2012, Отделение химии и наук о материалах РАН);
- Орден святого благоверного князя Даниила Московского III степени (2011, РПЦ);
- Юбилейная медаль Русской Православной Церкви «В память 200-летия победы в Отечественной войне 1812 г.» (2012, РПЦ).

## Санкции
23 февраля 2024 года как Генеральный директор АО «Искра», Сорокин внесён в санкционный список стран Евросоюза

Владимир Сорокин, являясь генеральным директором ОАО "Конструкторское бюро машиностроения "Искра" им. И.И. Картукова, оказывает материальную поддержку и получает выгоду от Правительства России, которое несёт ответственность за аннексию Крыма и дестабилизацию ситуации в Украине.— «Официальный журнал Европейского союза», Брюссель, 23 февраля 2024 года